# Riquilda de Polonia, reina de Hungría
Riquilda de Polonia (en húngaro: Richeza) (22 de septiembre de 1013-21 de mayo de 1075), Reina consorte de Hungría, esposa del rey Bela I de Hungría. Riquilda era descendiente de la familia real de los Piastas.

## Biografía
Riquilda nació el 22 de septiembre de 1013, como hija del duque Miecislao II Lampert de Polonia y de la condesa Riquilda. La pareja real polaca tuvo varios hijos, entre ellos el posterior duque Casimiro I el Restaurador y una hija llamada Gertrud.
En 1032 su padre Miecislao II la entregó como esposa al príncipe húngaro Bela, hijo del noble Vazul. Bela había escapado del Reino de Hungría, ya que su padre Vazul, al no aceptar como heredero al trono a Pedro Orseolo de Hungría, había sido cegado y muerto. Bela, refugiado en el ducado de Polonia, probó su valentía en combates contra los pomeranios, defendiendo a Miecislao II, por lo cual recibió la mano de Riquilda. Bela y Riquilda tuvieron varios hijos, entre ellos: Géza en 1040, Ladislao en 1046 y a Lampert en 1049.
Cuando el hermano mayor de Bela, Andrés I de Hungría, recuperó el trono y ejecutó a Pedro Orseolo, Riquilda y su esposo regresaron al reino húngaro en 1046. Sin embargo, en los próximos años surgirán ciertos conflictos entre Andrés I y su hermano Bela, en los que el segundo siempre apeló a la protección de su suegro el Duque de Polonia. En 1060 Bela atacó a su hermano mayor Andrés I, y durante la  Batalla junto al río Tisza murió el rey húngaro, dejando el poder al protegido de los polacos. Bela fue coronado y reinó desde 1060 hasta 1063, con Riquilda a su lado. En 1063 el joven Salomón, hijo del fallecido Andrés I, entró al reino húngaro con el ejército germánico exigiendo el trono, y durante dicho conflicto Bela I murió defendiendo su trono.
Luego de ese trágico hecho, Riquilda abandonó la corte húngara y regresó a su hogar. Falleció el 21 de mayo de 1075.  
| Predecesor: Anastasia de Kiev | Reina consorte de Hungría 1060-1063 | Sucesor: Judit de Suabia |